# Московски авиационен институт
Московският авиационен институт (национален изследователски университет) (на руски: Московский авиационный институт (национальный исследовательский университет)), съкратено МАИ, е сред най-известните инженерни университети в Москва (наред с Московския държавен технически университет „Бауман“ и др.)
Въпреки че институтът предлага обучение по още много програми, освен свързаните с авиация, исторически е останало името му авиационен институт.

## История
Университет е формиран като авиационно-механичен департамент на Московското висше техническо училище „Бауман“ през 1930 г. Главната сграда и сегашният кампус на университета са заети през 1933 г.